# Янг, Дуг
Дуглас Гордон Янг (англ. Douglas Gordon Young; 1 октября 1908, Медисин-Хат — 15 мая 1990, Кардстон) — канадский хоккеист, игравший на позиции защитника известен как Дуг Янг. В качестве игрока и капитана «Детройт Ред Уингз» двукратный обладатель Кубка Стэнли (1936, 1937).

## Биография

### Игровая карьера
В играх на молодёжном уровне за «Кливленд Индианс» отличался хорошими показателями, чем обратил внимание клуба НХЛ «Детройт Фалконс», в который перешёл в 1931 году. Несмотря на то, что он был защитником, он отличался высокой результативностью, забросив в дебютном сезоне 10 шайб. Он стал одним из ключевых защитников клуба, став капитаном которого выиграл два Кубка Стэнли подряд в 1936 и 1937 годах.
В 1939 году перешёл в качестве свободного агента в «Монреаль Канадиенс», где отыграл весь сезон, по окончании которого перешёл в «Провиденс Редз», в котором и завершил игровую карьеру, при этом по итогам сезона вошёл в сборную звёзд АХЛ.

### Постигровая деятельность
По окончании карьеры работал в менеджменте «Детройта» и в руководстве НХЛ.

### Смерть
Скончался 15 мая 1990 года в возрасте 81 года в Кардстоне.